# Ugler (sommerfugle)
 For alternative betydninger, se Ugler. (Se også artikler, som begynder med Ugler)
Ugler (Noctuidae) er en familie af sommerfugle med cirka 22.000 arter i hele verden. De fleste arter er natlevende. Larverne hos mange arter lever i jorden og spiser rødder og andet plantemateriale ("rodædere"). Flere af disse arter er alvorlige skadedyr på grøntsager og andre afgrøder.
En enkelt art af disse sommerfugle (Calyptra eustrigata), fra Sri Lanka, suger blod.
Uglerne har et øre på hver side af brystet. Dette øre består af en tynd trommehinde forbundet til to sanseceller. Ørets vigtigste funktion er at registrere ultralydskald fra flagermus, hvilket gør uglerne i stand til at foretage undvigemanøvrer for at undgå at blive ædt.

## Udseende
Uglerne har smalle forvinger og brede bagvinger. Hovedparten af arterne har dæmpede farver, men enkelte undtagelser har farverige og mønstrede bagvinger.

## Forplantning
Uglerne har typisk to måder at placere deres æg. De lægger dem enten ved foden af deres værtsplanter eller umiddelbart i jorden ved planten.
Efter klækning søger larverne føde på værtsplanten efter mørkets frembrud, som de enten tygger i eller direkte borer sig ind i.

## Eksempler på sommerfugle i familien
- Smutugle, Noctua pronuba.
- Agerugle, Agrotis segetum.
- Gammaugle, Autographa gamma.
- Rødt ordensbånd, Catocala nupta. Afbilledet på 1972-seriens 100-kroneseddel.
- Østlig træk-ugle, Heliothis adaucta.
- Treforkugle, Acronicta tridens.
- Psi-ugle, Acronicta psi.
- Calyptra eustrigata.